# François Menant
Pour les articles homonymes, voir Menant.
François Menant, né le 19 septembre 1948 aux Sables-d'Olonne et mort le 12 octobre 2022 à Paris,, est un historien français, spécialiste d'histoire rurale et urbaine de l'Italie médiévale.

## Biographie
Après des classes préparatoires au lycée Louis-le-Grand, il entre à l’École normale supérieure de la rue d’Ulm en 1968. Il obtient l’agrégation d’histoire, puis devient membre de l’École française de Rome et docteur de troisième cycle. Il prépare une thèse d’État sous la direction de Pierre Toubert consacrée aux Campagnes lombardes du Moyen Âge, soutenue en 1988 et publiée en 1993. Membre du CNRS, il est de 1997 à 2017 professeur d’histoire médiévale à l’École normale supérieure, où il anime notamment un séminaire de recherche consacré aux crises du Moyen Âge tardif. Entre autres fonctions scientifiques, il a été vice-président de la Société des Historiens Médiévistes de l’Enseignement supérieur public (2001-2007) et directeur du département d’histoire de l’École normale supérieure.

## Publications
- Lombardia feudale. Studi sull’aristocrazia padana nei secoli X-XIII, Milan, Vita e Pensiero, 1992, 347 p.
- Campagnes lombardes du Moyen Âge. L’économie et la société rurales dans la région de Bergame, de Crémone et de Brescia du Xe au XIIIe siècle, Rome, 1993, 1003 p., Bibliothèque des Écoles françaises d’Athènes et de Rome, 281.
- Les villes italiennes, XIIe – XIVe siècle. Enjeux historiographiques, méthodologie, bibliographie commentée, Paris, A. Colin, 2004 (collection « Guides pour les concours »).
- Notaires et crédits dans l’Occident méditerranéen médiéval, Rome École française de Rome, 2004.
- L’Italie des communes, Paris, Belin, 2005[3].